# Seven de Mar del Plata 2015
El Seven de Mar del Plata del 2015 fue la XIX edición del torneo. Se disputaron 3 torneos en forma paralela, en el Internacional compitieron 6 selecciones, el masculino que otorgó 2 cupos entre 5 participantes a los Juegos Panamericanos de 2015 y el femenino que también clasificó a 2 selecciones nacionales a los mismos juegos entre las 7 que se hicieron presente. Todos los partidos se llevaron a cabo en el predio Salvador Tatore Vuoso del club Aldosivi.

## Seven Internacional
En el Fiat Seven Internacional participaron 6 selecciones; 4 selecciones nacionales que son Argentina, Uruguay, Canadá y Estados Unidos (los 2 últimos fueron invitados del NACRA); y 2 selecciones provinciales argentinas como Mar del Plata y Litoral 7. Litoral 7 es la suma de las uniones Entrerriana y Rosario y Santafesina.

### Equipos participantes
- Canadá
- Uruguay
- Litoral 7
- Mar del Plata
- Estados Unidos
- Argentina

### Partidos
| 10 de enero 12:50 | Canadá | 10 - 19 | Uruguay |  |  |

| 10 de enero 13:12 | Estados Unidos | 10 - 12 | Mar del Plata |  |  |

| 10 de enero 13:34 | Argentina | 33 - 5 | Litoral 7 |  |  |

| 10 de enero 15:46 | Canadá | 5 - 42 | Litoral 7 |  |  |

| 10 de enero 16:08 | Estados Unidos | 15 - 12 | Uruguay |  |  |

| 10 de enero 16:30 | Argentina | 5 - 14 | Mar del Plata |  |  |

| 10 de enero 18:42 | Uruguay | 0 - 10 | Litoral 7 |  |  |

| 10 de enero 19:04 | Canadá | 5 - 12 | Mar del Plata |  |  |

| 10 de enero 19:26 | Argentina | 29 - 12 | Estados Unidos |  |  |

| 11 de enero 12:50 | Litoral 7 | 7 - 7 | Mar del Plata |  |  |

| 11 de enero 13:12 | Canadá | 0 - 33 | Estados Unidos |  |  |

| 11 de enero 13:34 | Argentina | 38 - 7 | Uruguay |  |  |

| 11 de enero 15:46 | Mar del Plata | 5 - 10 | Uruguay |  |  |

| 11 de enero 16:08 | Estados Unidos | 7 - 19 | Litoral 7 |  |  |

| 11 de enero 16:30 | Argentina | 42 - 7 | Canadá |  |  |

| 11 de enero 18:42 | Uruguay | 19 - 5 | Canadá |  |  |

| 11 de enero 19:04 | Mar del Plata | 14 - 7 | Estados Unidos |  |  |

| 11 de enero 19:30 | Litoral 7 | 21 - 26 | Argentina |  |  |

## Fase de clasificación Panamericano Masculino
En el Clasificatorio o Qualy a los Juegos Panamericanos de 2015 masculino participaron selecciones de la Confederación Sudamericana de Rugby (CONSUR) para obtener uno de los dos cupos en disputa. Los 6 equipos jugaron en el todos contra todos. No participaron Argentina ni Uruguay que ya estaban clasificados por haber obtenido el oro y la plata respectivamente en los Juegos ODESUR 2014.

### Equipos participantes
- Brasil
- Chile
- Colombia
- Paraguay
- Perú

Selección que canceló su participación:
- Venezuela

### Partidos
| 10 de enero 12:06 | Chile | 33 - 5 | Colombia |  |  |

| 10 de enero 12:28 | Brasil | 19 - 5 | Paraguay |  |  |

| 10 de enero 15:02 | Perú | 5 - 47 | Chile |  |  |

| 10 de enero 15:24 | Colombia | 5 - 31 | Brasil |  |  |

| 10 de enero 17:58 | Paraguay | 24 - 0 | Perú |  |  |

| 10 de enero 18:20 | Chile | 7 - 7 | Brasil |  |  |

| 11 de enero 12:06 | Paraguay | 17 - 10 | Colombia |  |  |

| 11 de enero 12:28 | Perú | 5 - 26 | Brasil |  |  |

| 11 de enero 15:02 | Chile | 19 - 0 | Paraguay |  |  |

| 11 de enero 15:24 | Perú | 0 - 21 | Colombia |  |  |

| 11 de enero 17:58 | Paraguay | 14 - 21 | Colombia |  |  |

| 11 de enero 18:20 | Chile | 7 - 0 | Brasil |  |  |

## Fase de clasificación Panamericano Femenino
Se presentaron 7 selecciones femeninas de uniones afiliadas a la CONSUR. El torneo premió a las campeonas y vicecampeonas con la clasificación a los Panamericanos de Toronto 2015 a disputarse en julio. La selección brasilera que ya clasificó a dichos juegos por haber obtenido el título de Juegos ODESUR 2014 no se presentó en Mar del Plata.

### Equipos participantes
| Grupo A - Argentina - Chile - Paraguay | Grupo B - Uruguay - Colombia - Venezuela - Perú |

### Partidos
| 10 de enero 11:00 | Chile | 12 - 10 | Paraguay |  |  |

| 10 de enero 11:22 | Colombia | 36 - 0 | Perú |  |  |

| 10 de enero 11:44 | Venezuela | 10 - 5 | Uruguay |  |  |

| 10 de enero 13:56 | Argentina | 24 - 0 | Paraguay |  |  |

| 10 de enero 14:18 | Colombia | 5 - 10 | Venezuela |  |  |

| 10 de enero 14:40 | Uruguay | 29 - 0 | Perú |  |  |

| 10 de enero 16:52 | Argentina | 41 - 5 | Chile |  |  |

| 10 de enero 17:14 | Colombia | 12 - 7 | Uruguay |  |  |

| 10 de enero 17:36 | Perú | 12 - 26 | Venezuela |  |  |

| 11 de enero 11:00 | Paraguay | 38 - 5 | Perú |  |  |

| 11 de enero 11:22 | Argentina | 17 - 0 | Colombia |  |  |

| 11 de enero 11:44 | Venezuela | 10 - 0 | Chile |  |  |

| 11 de enero 13:56 | Paraguay | 10 - 0 | Uruguay |  |  |

| 11 de enero 14:18 | Argentina | 22 - 5 | Chile |  |  |

| 11 de enero 14:40 | Venezuela | 0 - 12 | Colombia |  |  |

| 11 de enero 16:52 | Uruguay | 26 - 7 | Perú |  |  |

| 11 de enero 17:14 | Chile | 0 - 25 | Colombia |  |  |

| 11 de enero 17:36 | Argentina | 22 - 5 | Venezuela |  |  |